# 卡沃
卡沃，是匈牙利佩斯州所辖的一个村。总面积11.31平方公里，总人口618，人口密度54.6人/平方公里（2011年1月1日）。